# Annie Fischer

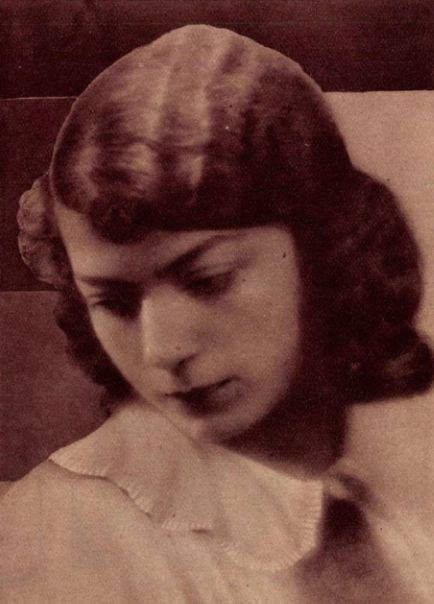
Fischer Annie. 1930

Annie Fischer (geboren 5. Juli 1914 in Budapest, Österreich-Ungarn; gestorben 10. April 1995 ebenda) war eine ungarische Pianistin, die vor allem für ihre Beethoven-Interpretationen berühmt ist. Dem Holocaust entging sie durch Flucht nach Schweden.

## Leben
Fischer studierte an der Franz-Liszt-Musikakademie in Budapest bei Ernst von Dohnányi. In der Klavierklasse von Arnold Székely waren auch Georg Solti (seinerzeit noch György Stern), Edith Farnadi, Louis Kentner, Tamás Vasary und György Fejér. Weihnachten 1926 spielte sie in einem Konzert von Nachwuchsmusikern, in dem auch der junge Solti dirigieren durfte. Dort hörte sie der 28-jährige Musikkritiker Aladár Tóth. 1927 begann sie als Pianistin das Ausland zu bereisen. 1930 war sie erstmals in Paris und ein Jahr später in Rom. 1933 gewann sie den 1. Preis beim Liszt-Wettbewerb in Budapest („Liszt Ferenc Zongoraverseny“) mit der Klaviersonate h-Moll (Liszt). Einer der Juroren war der siebzigjährige Liszt-Schüler Emil von Sauer. Louis Kentner, ein weiterer Székely-Schüler, erhielt einen 3. Preis; auch der Exilrusse Anatole Kitain gehörte zu den Preisträgern. 1936 heiratete Fischer den Musikwissenschaftler Aladár Tóth, der Musikkritiker bei der Zeitung Pesti Napló und der Literaturzeitschrift Nyugat war.  Nach dem Auftrittsverbot für Juden in Ungarn im Jahr 1939 spielte sie für den Nationalen ungarisch-israelitischen Bildungsverein in der Goldmark-Halle das 5. Klavierkonzert (Beethoven) sowie Werke von Johann Sebastian Bach.
1940 konnten sie und ihr Mann nach Schweden fliehen und der weiteren Verfolgung und dem Holocaust an den ungarischen Juden durch das Eichmann-Kommando und dessen ungarische Helfer entgehen. In Schweden gab sie eine Zeitlang Klavierunterricht. 1946 kehrten beide nach Budapest zurück. Tóth war 1946–1956 Direktor der Budapester Oper und holte Otto Klemperer 1947–1950 als musikalischen Leiter. Fischer machte mit Klemperer, der sie, wie Swjatoslaw Richter, sehr bewunderte („you are too chaste“), Aufnahmen in Budapest und später in London, darunter war auch das 1. Klavierkonzert (Liszt). Fischer ging auch auf Konzertreisen ins westliche Ausland. Sie erhielt 1949, 1955 und 1965 den Kossuth-Preis und wurde Ehrenprofessorin der Musikakademie. 1974 erhielt sie die ungarische Version des Ordens des Roten Banners der Arbeit und 1994 den Ungarischen Verdienstorden. Ihre Einspielung der 32 Beethoven-Sonaten wurde von ihr nicht freigegeben, weil sie damit nicht zufrieden war. Die Aufnahmen wurden erst postum veröffentlicht. Das ungarische Kultusministerium stiftete ein Annie-Fischer-Stipendium, mit dem jeweils zehn Nachwuchskräfte gefördert werden sollen.

## Siehe auch

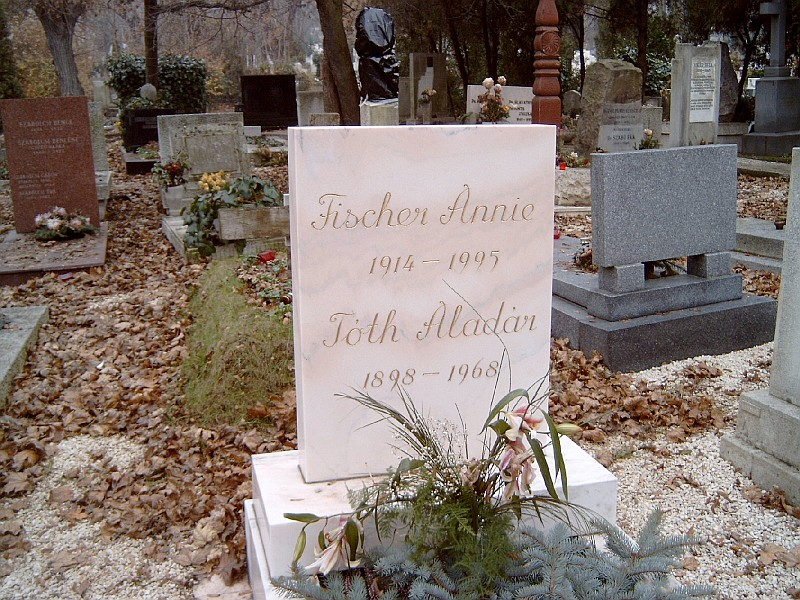
Grab von Annie Fischer und Aladár Tóth auf dem Farkasréti temető